# إسكندر الخوري البيتجالي
إسكندر جرجس يعقوب الخوري البيتجالي (1888 - 7 يوليو 1973) قاضي ومحامي وكاهن أرثوذكسي وكاتب وشاعر فلسطيني. ولد في بيت جالا قرب بيت لحم لأبٍ رجل دين كان يدرّس العربية والعلوم الدينية في مدرسة دار المعلّمات الروسيّة في البلدة. تخرّج في مدرسة الروس في النّاصرة، وكان من زملائه فيها ميخائيل نعيمة ونسيب عريضة. ثم درس في المدرسة البطريركيّة في بيروت، فتخرّج بشهادة الحقوق. عيّن حاكم صلح وقاضي تحقيق في بيت لحم والقدس. تولّى رئاسة جمعية النجاح في بيت جالا، 1921. كتب كثيرًا ونشر نتاجه في الصحف والمجلّات. أتقن ست لغات العربية والتركية، والإنجليزية، والفرنسية، واليونانية، والروسية وقام بترجمة روايات كما عمل في الصحافة. توفي في مسقط رأسه. 

## سيرته
ولد إسكندر بن جرجس يعقوب البيتجالي الخوري سنة 1888 في بلدة بيت جالا قرب بيت لحم، أو يقال سنة 1890 في عين كارم، لأبٍ كان يدرّس العربية والعلوم الدينية في مدرسة دار المعلّمات الروسيّة في البلدة. تلقى تعليمه في مدرسة الروم فيها، ثم في المدرسة الروسية الداخلية في الناصرة، ثم في مدرسة السالزيان الداخلية في بيت لحم فتعلم الفرنسية. دخل الكلية البطريركية في بيروت، وأخذ فيها العربية على عبد الله البستاني،
كما درس القانون في معهد الحقوق الفلسطيني في القدس. 

عمل في قلم التلغراف المصري، ثم مديراً لمدرسة الكرك الأرثوذكسية، ثم معلماً في القدس بعدة مدارس، وفي عهد الانتداب البريطاني على فلسطين عمل كاتباً في ديوان المستشار القضائي في القدس، ثم رئيساً لكتاب محكمة الاستئناف، ثم قاضي صلح.

تقاعد عن وظائفه عام 1945 فاشتغل بالمحاماة، وانصرف إلى الكتابة والشعر، وبعد النكبة 1948، عمل مستشاراً قانونياً للصليب الأحمر الدولي في بيت لحم والخليل، ثم مفتشاً لمدارس أبناء اللاجئين، كما عمل في الصحافة، وفي جمع المساعدات للمرضى في القدس.

توفي إسكندر الخوري يوم 7 تموز/ يوليو 1973 في مسقط رأسه.  وفي عام 1992 تأسس مركز إسكندر الخوري الثقافي في بيت جالا، يهدف إلى تنمية حركة ثقافية فيها، وأخذ المركز من بيت أسكندر الخوري مقرًا له. 

## شعره
ذكر في معجم البابطين عن شاعريته:

## مؤلفاته
من دواوينه الشعرية:
- الزفرات، 1919
- دقات قلب، 1923
- مشاهد الحياة، المختار من ديواني الزفرات ودقات قلب، 1927
- المعلوم والمجهول، 1935
- المثل المنظوم، قصائد على ألنسة الطيور والحيوانات، للمدارس، 1946
- العنقود، 1946

من نثره:
- آلام وآمال من وحي الكارثة، 1961
- الحياة بعد الموت، رواية تاريخية غرامية اجتماعية، 1947
- في الصميم، رواية
- الداء والدواء، 1924
- الحرب العالمية الثانية، شعر ونثر
- ذكرياتي، ناشئًا وقاضيًا ومحاميًا وعاملًا في حقلي الأدب والصحافة، 1972
- جولة في أمريكا اللاتينية، أدب الرحلة
- حقائق وعبر، بعض مقالات في الأدب واللغة والاجتماع.[15]

من ترجماته:
- غيريلا الحسناء، عن الفرنسية
- الفتاة للفارس، عن الروسية
- يوميات كهل، عن الروسية
- الحرب العالمية الثانية
- ربّة الجمال، رواية مترجمة
- أدب وطرب في مجالس العرب، 1972